# Merianos

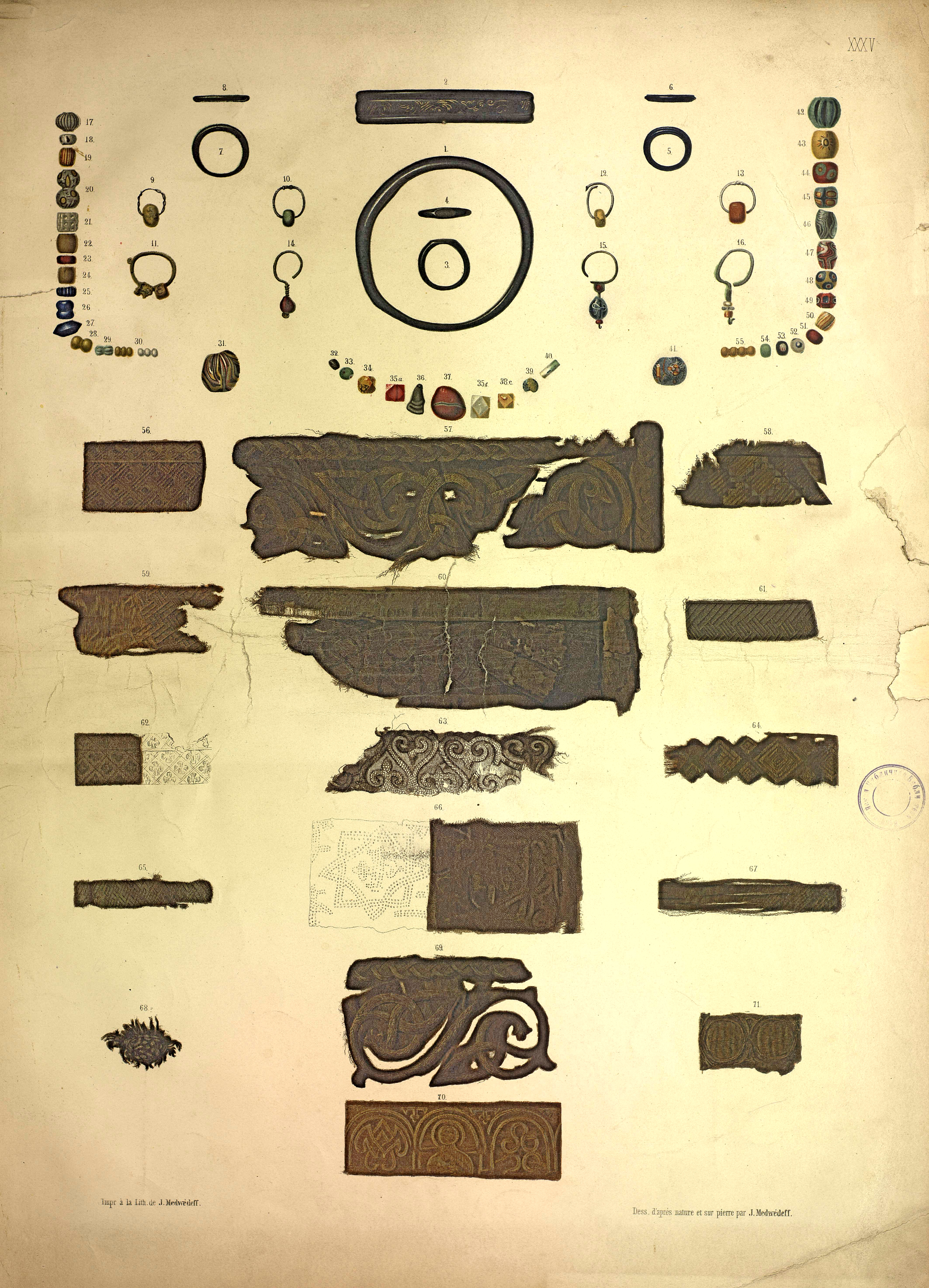
Utensílios domésticos da crônica meria, encontrados pelo conde Aleixo Sergeeviche Uvarove durante as escavações dos túmulos de merianos na segunda metade do séc. XIX.

Os meria (em russo:  Ме́ря, em ucraniano:  Меря) ou merianos (em russo:  меря́не, em ucraniano:  Меряни) foram uma tribo das crônicas russas, um antigo povo fino-úgrico que viveu na região do Alto Volga, no território dos atuais oblasts russos de Iaroslavl, Ivanovo, Vladimir, norte e leste de Moscou e oeste de Costroma. A posição da língua meriana em relação a outras línguas fino-úgricas continua a ser objeto de debate: alguns investigadores consideram que estava próxima da língua mari, outros que estava próxima das línguas mordovianas ou que tinha semelhanças com as línguas báltico-finlandesas.
Os merja foram assimilado pela população eslava das regiões centrais do nordeste da Rússia. Não se conhecem monumentos arqueológicos de merianos posteriores ao séc. XI. Presumivelmente, os grupos locais de merianos foram preservados no território dos stans merianos mais tarde, até aos séculos XVI-XVIII. Elementos separados da cultura meriana foram preservados e desenvolvidos no âmbito da cultura material da Rússia antiga do nordeste da Rússia até o século XIII.